# Lucien Castaing-Taylor
Lucien Giles Castaing-Taylor (nascut el 10 de gener de 1966, Liverpool, Regne Unit) és un antropòleg i artista britànic que treballa en cinema, vídeo i fotografia.

## Biografia
Castaing-Taylor va rebre el seu B.A. a la Universitat de Cambridge i el seu doctorat a la Universitat de Califòrnia a Berkeley sota Paul Rabinow. Des de 2002 Castaing- Taylor ha ensenyat a la Universitat Harvard, on és director del Sensory Ethnography Lab.  Entre els seus treballs hi ha In and Out of Africa, que va fet amb Ilisa Barbash l'any 1992. És un vídeo etnogràfic sobre temes d’ autenticitat, gust i política racial al mercat de l'art africà que va guanyar vuit premis internacionals. També va gravar la pel·lícula Sweetgrass (2009), que es descriu com "una elegia poc sentimental alhora a l'oest americà i als 10.000 anys d'acomodació incòmoda entre humans post-paleolítics i animals". És l'editor fundador de la revista Visual Anthropology Review de l'American Anthropological Association (1991–94).

## Filmografia
- In and Out of Africa (1992, amb Ilisa Barbash)
- Made in USA (1997, amb Ilisa Barbash)
- Sweetgrass (2009, amb Ilisa Barbash)
- The High Trail (2010)
- Leviathan (2012, amb Véréna Paravel)
- Caniba (2017, amb Véréna Paravel)
- De Humani Corporis Fabrica (2022, amb Véréna Paravel)